# Сапожків Хутір
Сапожків Хутір (до 18 лютого 2016 року — Красне) — село в Україні, у Новгород-Сіверській міській громаді Новгород-Сіверського району Чернігівської області. Населення становить 272 осіб. До 2020 орган місцевого самоврядування — Орлівська сільська рада.

## Історія
Ще в 1941 році поселення мало назву Дитколонія.
Після 2 світової війни і до 2016 року село носило назву Красне.
12 червня 2020 року, відповідно до розпорядження Кабінету Міністрів України № 730-р «Про визначення адміністративних центрів та затвердження територій територіальних громад Чернігівської області», увійшло до складу Новгород-Сіверської міської громади.
19 липня 2020 року, в результаті адміністративно - територіальної реформи та ліквідації колишнього Новгород-Сіверського району, село увійшло до новоствореного Новгород-Сіверського району Чернігівської області.